# 滝井禧夫
滝井 禧夫（たきい よしお、1935年2月13日 - 2010年2月9日）は、日本の経営者。北海道テレビ放送社長、会長を務めた。東京都出身。

## 経歴
1957年に早稲田大学第一政治経済学部を卒業し、同年に朝日新聞社に入社。1992年6月に北海道テレビ放送専務に就任し、1994年6月には社長に昇格。1999年6月に会長に就任し、2002年6月には取締役相談役に就任し、全国朝日放送取締役も務めた。
2010年2月9日肺癌のために死去。74歳没。叙従五位、旭日小綬章追贈。